# Gateway Logistics Services
Gateway Logistics Services — программа NASA по доставке грузов на будущую окололунную орбитальную станцию Gateway.
16 августа 2019 года агентство подало запрос предложения и формально начало конкурс для предоставления одного или нескольких контрактов американским коммерческим компаниям. Требования к компаниям включали доставку на окололунную станцию как минимум 3400 кг герметичного груза и 1000 кг негерметичного груза, а также утилизацию такого же количества груза. Космический корабль должен быть способен оставаться в состыковке со станцией в течение не менее одного года. Контракт предусматривает зафиксированную цену для каждой миссии с поэтапными выплатами. Суммарная максимальная стоимость контрактов в рамках рассчитанной на 15 лет программы составляет 7 млрд. долларов.
27 марта 2020 года NASA анонсировало подписание первого контракта в рамках программы с компанией SpaceX. Для миссий компания будет использовать новый грузовой корабль Dragon XL, который будет выводится ракетой-носителем Falcon Heavy. Корабль является вариантом существующего грузового корабля Dragon, способный доставлять более 5 тонн герметичного и негерметичного груза на окололунную орбиту станции. Контракт предусматривает как минимум 2 миссии снабжения.

## Предыстория
С 2017 года НАСА вело работу над программой Артемида, целью которой является высадка космонавтов на Луну.

## Список миссий
| № | Название | Запуск | Компания | Корабль доставки | Ракета-носитель | Дата заключения контракта | Состояние   |
| - | -------- | ------ | -------- | ---------------- | --------------- | ------------------------- | ----------- |
| 1 | GLS-1    | 2028   | SpaceX   | Dragon XL        | Falcon Heavy    | март 2020                 | Планируется |
| 2 | GLS-2    | 2031   | SpaceX   | Dragon XL        | Falcon Heavy    | март 2020                 | Планируется |